# Хомутиніно (Челябінська область)
Хомутиніно (рос. Хомутинино) — село у Увельському районі Челябінської області Російської Федерації.
Входить до складу муніципального утворення Хомутининське сільське поселення. Населення становить 1520 осіб (2010).

## Історія
Від 1924 року належить до Увельського району Челябінської області.
Згідно із законом від 17 вересня 2004 року органом місцевого самоврядування є Хомутининське сільське поселення.

## Населення
| 2002 | 2010  |
| ---- | ----- |
| 1509 | ↗1520 |